# Classe Hardi
La classe Hardi est une série de douze torpilleurs d'escadre de la marine nationale française mis sur cale à partir de 1936 et entrés en service en 1940. Huit seulement étaient achevés à l'armistice. Ils furent les derniers bâtiments de flottille de la marine nationale française mis en service au début de la Seconde Guerre mondiale.

## Caractéristiques

Torpilleur d'escadre Le Hardi.

Pour remplacer les 26 torpilleurs de 1 500 tonnes vieillissants des classes Bourrasque et L'Adroit, quasiment identiques et entrés en service entre 1926 et 1931, la marine nationale française avait en projet la construction nombre pour nombre de deux classes différentes de torpilleurs qui seraient tous entrés en service entre 1940 et 1944 : les 12 torpilleurs d'escadre de classe Hardi de 1 772 tonnes et les 14 torpilleurs légers de 1 050 tonne, classe Le Fier. Aucune unité de la classe Le Fier ne fut achevée.
Les 12 torpilleurs d'escadre de la classe Hardi étaient plus rapides de 4 nœuds et mieux armés que ceux des classes Bourrasque et L'Adroit. Ils devaient servir d'éclaireurs aux cuirassés Dunkerque  et Strasbourg.
Seul, le Hardi effectua ses essais réglementaires, atteignant une vitesse de 39,1 nœuds. Lors de son lancement en 1940, le général Joseph Lafont, chef des Scouts de France qui assuraient le parrainage, était présent. Ses trois tourelles portaient le nom de Louveteau, Scout et Routier,, et ses embarcations, ainsi que ses tapes de bouche portaient un insigne surmontée d'une croix potencée rouge, entourée de la devise « Être prêt ».
Certains navires ont été rebaptisés en 1941 pour reprendre le nom d'unités coulées au début de la guerre.
Huit navires ont été terminés et admis au service en 1940. Les quatre unités non terminées devaient bénéficier d'une amélioration de leurs machines, avec une puissance de 60 000 chevaux pour un déplacement de 2 180 tonnes, leur artillerie étant identique.

## Navires
| Nom                       | Chantier naval                                            | Lancement        | Mise en service               | Fin de service              |
| ------------------------- | --------------------------------------------------------- | ---------------- | ----------------------------- | --------------------------- |
| Hardi                     | Ateliers et chantiers de la Loire à Nantes                | 4 mai 1938       | juin 1940                     | sabordé le 27 novembre 1942 |
| Fleuret (puis Foudroyant) | Forges et chantiers de la Méditerranée à La Seyne-sur-Mer | 28 juillet 1938  | juin 1940                     | sabordé le 27 novembre 1942 |
| Épée (puis L'Adroit)      | Forges et chantiers de la Gironde à Bordeaux              | 26 octobre 1938  | juin 1940                     | sabordé le 27 novembre 1942 |
| Mameluck                  | Ateliers et Chantiers de la Loire à Nantes                | 18 février 1939  | juin 1940                     | sabordé le 27 novembre 1942 |
| Casque                    | Forges et chantiers de la Méditerranée à La Seyne-sur-Mer | 2 novembre 1938  | juin 1940                     | sabordé le 27 novembre 1942 |
| Flibustier (puis Bison)   | Forges et chantiers de la Méditerranée à La Seyne-sur-Mer | 14 décembre 1939 | juin 1940                     | sabordé le 27 novembre 1942 |
| Lansquenet                | Forges et chantiers de la Gironde Bordeaux                | 20 mai 1939      | juin 1940                     | sabordé le 27 novembre 1942 |
| Corsaire (puis Sirocco)   | Forges et chantiers de la Méditerranée à La Seyne-sur-Mer | 14 novembre 1939 | juin 1940                     | sabordé le 27 novembre 1942 |
| Intrépide                 | Forges et chantiers de la Méditerranée à La Seyne-sur-Mer | 26 juin 1941     | non terminé                   | détruit après guerre        |
| Téméraire                 | Forges et chantiers de la Méditerranée à La Seyne-sur-Mer | 7 novembre 1941  | non terminé                   | détruit après guerre        |
| Opiniâtre                 | Forges et chantiers de la Gironde Bordeaux                | non lancé        | récupéré par marine allemande | ZF2 non terminé             |
| Aventurier                | Forges et chantiers de la Gironde Bordeaux                | 20 avril 1947    | utilisé comme ponton à Brest  | coque détruite en 1971      |

## Service
Leur courte carrière et leur inactivité due à l'armistice ne permirent pas aux huit unités en service d'être appréciées à leur juste valeur. Ils se sabordèrent tous à Toulon le 27 novembre 1942 sur l'ordre de l'amiral Jean de Laborde, commandant les forces de haute mer, pour ne pas tomber intacts aux mains des Allemands.
Cinq navires furent renfloués par la Regia Marina en 1943 et prirent les noms de FR 32 (ex Corsaire), FR 33 (ex Épée), FR 34 (ex Lansquenet), FR 35 (ex Fleuret) et FR 37 (ex Hardi) mais ne reprirent pas de service dans la marine italienne.
La coque de l'Opiniâtre, prise par la Kriegsmarine, prit le nom de ZF 2 mais le navire ne fut jamais terminé.
La coque de l'Aventurier servit de ponton d'accostage à Brest, au quai des flottilles, jusqu'en 1971.

## Sources
- (en) Cet article est partiellement ou en totalité issu de l’article de Wikipédia en anglais intitulé « Hardi class destroyer » (voir la liste des auteurs).